# 4941 Yahagi
4941 Yahagi eller 1986 UA är en asteroid i huvudbältet som upptäcktes den 25 oktober 1986 av de båda japanska astronomerna Takeshi Urata och Kenzo Suzuki i Toyota. Den är uppkallad efter Yahagi floden i Japan.
Asteroiden har en diameter på ungefär 17 kilometer och den tillhör asteroidgruppen Themis.